# ヴォルクの電気鉄道
座標: 北緯50度49分06秒 西経0度07分45秒 / 北緯50.8182度 西経0.1291度
ヴォルクの電気鉄道（英語: Volk's Electric Railway、VER）はイギリス、イングランドのイースト・サセックス州ブライトン・アンド・ホブの水族館駅とブラックロック駅間1.64kmを結ぶ遊覧鉄道。イギリス初、かつ世界でも現存する最古の電気鉄道である。

## 概要
1883年8月にマグヌス・ヴォルクの手によって開業した、イギリス初の電気鉄道である。世界初の鉄道電化は1879年のヴェルナー・フォン・ジーメンスによるベルリンでの試験運行で、営業運行は1881年のベルリンのグロース＝リヒターフェルデ電気軌道に続いて2番目だが、後者が廃線となった現在、現存する世界最古の電気鉄道となっている。
歴史的なアトラクションとしての色彩が強く、冬季や悪天候時の他、車両整備によっても運休する。運行情報は鉄道事務所で入手できる。路線は現在"水族館"(パレス桟橋に近接)と"ブラックロック"(ブライトンマリーナから離れていない)の間で運行されており、中間に"パストン・パレス"駅がある。路線の軌間は32.5インチで直流110Vで第3軌条から集電し、路線長は1.25マイル(2 km)以下である。

## 歴史
1883年にマグヌス・ヴォルクによって短距離の軌間2 ft  (610 mm)の"スイミングアーチ"〜"ブライトン水族館"間1⁄4マイル (402 m)が開業した。当時は夏季限定のアトラクションとして運行された。
軌間は2フィート4インチ(620mm)軌間で電力は50V直流で2本の走行用レールから集電していた。1884年、路線はチェイン桟橋からパストン・パレス（現ハーフウェイ）まで1/2マイル延伸され、2 ft 8+1⁄2 in (825 mm)に改軌された。電力供給は直流160Vに昇圧され、発電所がパストン・パレスの崖面に設置された。1886年に送電損失防止のため、それまでの線路集電から片側第三軌条方式に変更された。(電圧は1980年代に現在の110 Vに下げられた。)
1896年にはヴォルクによって珍しいブライトン・アンド・ロッティンディーン海岸電気鉄道が建設された。これは不成功でヴォルクの電気鉄道が1901年にパストン・パレスからブラック・ロックまで延伸された時に廃止された。ヴォルクはパストン・パレスに飛行艇の拠点も開設し、息子のジョージ・ハーバード・ヴォルクが使用した。1930年に路線はパレス桟橋から現在の今尚アクアリウムとして知られる終点まで200ヤード (183 m)短縮され、1935年にはブラックロックに建設されたlido水泳プールへのアクセス向上のためさらに約200ヤード (183 m)短縮された。1937年には新たなブラックロックの終点の駅が開業された。
1940年4月に市営化されたが、そのわずか4ヶ月後第二次世界大戦の防衛上の理由で休止された。終戦後の1947年から復旧工事が進められ、50 lb/yd (25 kg/m) レールが再敷設され、絶縁体上には25 lb/yd (12 kg/m)レールを第三軌条に再敷設された。1937年に建てられたばかりだったが戦時中に荒廃が進んだ終点のブラックロック駅は建て替えられ、翌1948年に再開業した。

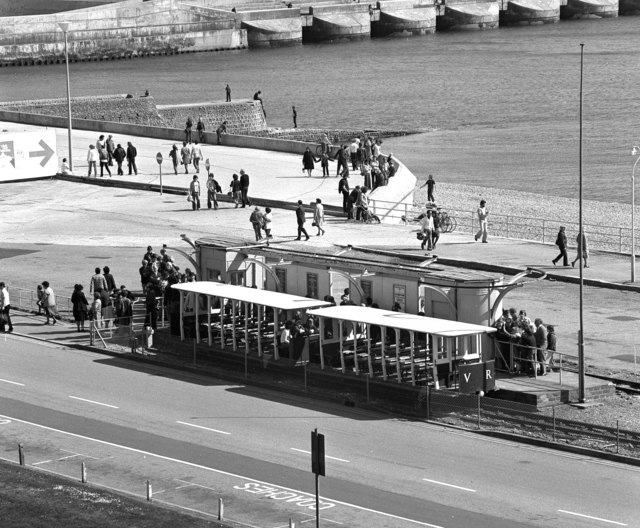
1980年のブラックロックの終点

1954年から冬季運休となったが、1980年はパレス桟橋付近に座礁した貨物船Athina Bの見物客を当て込んで一時的に冬季の運行が再開された。2両編成による運行が1964年から始まった。近年はパッケージツアーが普及し、利用者数が減少している。路線存続のため、1995年にヴォルクの電気鉄道保存会が設立された。2003年にヴォルクの鉄道は科学技術研究所が教育と科学的な見地からビクトリア時代の鉄道を学校と専門に関心を持つグループｂに宣伝した。
1998年のマリーナ地区の遊水地の建設用地提供のため、ブラックロック駅が211フィート水族館寄りの新設された南ポンプ場に移転、旧駅舎は解体された。
2014年文化遺産宝くじから£160万ポンドの資金を調達し、水族館駅のビジターセンターと券売所の設置や、パストン・パレス駅のギャラリー開設、4・6・10号車の修復が実施された。

## 運行

### 信号
最高速度は遅いため実質的には路面電車として運行されている。中間駅に行き違い線があり、通常は2列車で端から端まで運行され中間駅ですれ違う。単線区間では1列車のみが基本であるが、多客時には2列車が単線上を常に他の列車のすぐ後に1区間1列車で運行される。

### 車両一覧
| 車番       | 定員                   | 製造会社                              | 日付                | 電動機                                            | 状態     | 備考 | 画像 |
| ---------- | ---------------------- | ------------------------------------- | ------------------- | ------------------------------------------------- | -------- | --- | ---- |
| 1号(初代)  | 10席                   | William Pollard                       | 1883年              | 不明                                              | 解体     | 軌間2フィートのデモ車輌。改軌の対象外となり1884年に解体された。 |      |
| 1号(2代目) | 30席                   | 不明                                  | 1884年              | シーメンス製D2 6 hp                               | 解体     | 戦時中に荒廃し1948年6月に解体 |      |
| 2号(初代)  | 30席                   | 不明                                  | 1885年              | シーメンス製D2 6 hp                               | 解体     | 戦時中に荒廃し1948年6月に解体 |      |
| 3号        | 40席                   | 自社工場                              | 1892年              | Greenwood & Batley 7 hp ベルギー電機製8 hpに換装  | 修復中   | セミオープンデッキ。1923年頃に台枠交換。現在ボランティア達によって復元中。 |      |
| 4号        | 40席                   | 自社工場                              | 1892年              | Greenwood & Batley 7 hp ベルギー電機製 8 hpに換装 | 運用中   | セミオープンデッキ。1923年ごろに台枠交換。 文化遺産宝くじの一環として2018年に現役復帰 |      |
| 5号(初代)  | 30席                   | 自社工場                              | 1896年              | シーメンス 8 hp                                   | 解体     | 1920年末引退後、行方不明 |      |
| 5号(2代目) | 24席                   | G.Kelsey, Hove                        | 1930年              | シーメンス製8 hp                                  | 解体     | 冬季用に製造された唯一の全鋼製密閉車両。戦時中に荒廃し1946年に解体 |      |
| 6号        | 40席                   | 自社工場                              | 1901年              | ベルギー電機製8 hp                                | 運用中   | セミオープンデッキ。文化遺産宝くじの一環として台枠交換後2018年に現役復帰 |      |
| 7号        | 40席                   | 自社工場                              | 1901年              | ベルギー電機製 8 hp                               | 運用中   | 初のドア付き。セミオープンデッキ |      |
| 8号(初代)  | 40席                   | 自社工場                              | 1901年              | ベルギー電機製 8 hp                               | 運用中   | セミオープンデッキ。1948年に5号(2代目)に改番されたが、2000年に元の番号に復した。 |      |
| 8号(2代目) | 40席                   | Falcon Works, Loughborough            | 1898年(1948年譲受)  | 140V×2台                                          | 静態保存 | 元サウスエンド・ピア鉄道。1950年から1990年代まで活躍。引退後サウスエンド・ピア博物館で静態保存 |      |
| 9号(初代)  | 40席                   | 自社工場                              | 1910年              | ベルギー電機製 8 hp                               | 運用中   | 1948年に2号(2代目)に改番されたが、2000年に元の番号に復した。 |      |
| 9号(2代目) | 40席                   | Falcon Works, Loughborough            | 1898年 (1948年譲受) | 牛乳配達自動車用電動機60Ｖ×2台                    | 静態保存 | 元サウスエンド・ピア鉄道。1953年から1990年代まで運行。引退後ハスコックのサウス・ダウンズ・ヘリテージセンターで静態保存 |      |
| 10号       | 40席                   | 自社工場                              | 1926年              | ベルギー電機製 8 hp                               | 運用中   | 1948年に1号(3代目)に改番されたが、2000年に元の番号に復した。2018年に文化遺産宝くじの売り上げの一部で現役復帰 |      |
| PW         | 事業用ディーゼル機関車 | Motor Rail (Alan Keef Ltd.) (40SD530) | 1988年(2004年譲受)  | Perkins製ディーゼル機関                           | 運用中   | Motor Railから発注した最後の機関車。Alan Keef社が委託製造。当初はButterley Brick社Star Lane 煉瓦工場で運行されたが、工場の閉鎖後はAlan Keef社で分解整備され、2004年に導入された、初のディーゼル車両。保線や点検のために使用。 |      |

## 文献
- Iain Frew (ed) (1983). Britain's Electric Railways Today. Published by the Electric Railway Society and Southern Electric Group. ISBN 0-85534-021-5 or ISBN 0-906988-12-8. Pages 81–82.